# Дашкевич Сильвестр
Дашкевич Сильвестр (Сильвестер) (19 століття , Дубівці  — 3 квітня 1894 , Чернівці, Цислейтанія ) — український громадський діяч, журналіст та літератор. «Взірець патріота руського». Головний редактор газети Буковина з 1888 по 1894 рік. 

## Життєпис
Народився в родинні священника в селі Дубівці. Закінчив чернівецьку гімназію та вступив до духовної семінарії. Пізніше перевівся на юридичний факультет Чернівецького університету. У 1880-х роках починав працювати як журналіст. З 1888 року головний редактор газети Буковина. Виступав проти румунізації українців та за їхню політичну єдність. Відстоював право на освіту для українців українською мовою.
Публікував твори Бориса Грінченка, Олександра Кониського, Михайла Кононенка, Григорія Грушевського, статті Михайла Драгоманова, Омеляна Поповича та інших.
У 1891 році видав працю німецькою мовою нім. «Die Lage der gr. -or. Ruthenen in der Bukowinaer Erzdiöcese, zugleich Antwort auf die ‘Apologien’ des Bukowinaer gr.-or. Metropoliten Silvester Morariu-Andriewicz» («Становище греко-православних українців на Буковині»), у якій описав релігійне становище греко-католиків в Австро-Угорщині. Робота викликала полемічний інтерес.
Вбив дружину та сина й застрелив себе револьвером через важке матеріальне становище 3 квітня 1894 року у Чернівцях.

## Праці
- «Die Lage der gr. -or. Ruthenen in der Bukowinaer Erzdiöcese, zugleich Antwort auf die ‘Apologien’ des Bukowinaer gr.-or. Metropoliten Silvester Morariu-Andriewicz» (1891) Google Books [Архівовано 30 травня 2022 у Wayback Machine.] (нім.)